# Eupithecia albigrisata
Eupithecia albigrisata är en fjärilsart som beskrevs av Richard F. Pearsall 1909. Eupithecia albigrisata ingår i släktet Eupithecia och familjen mätare. Inga underarter finns listade i Catalogue of Life.